# Türkiz killi
A türkiz killi (Nothobranchius furzeri) az egyenlítői Afrika időszakosan feltöltődő tavaiban honos, a fogaspontyalakúak rendjébe tartozó halfaj. Specifikus nevét felfedezőjéről, a rhodesiai Richard E. Furzerről kapta. Kizárólag Zimbabwe és Mozambik tavaiból ismert. A félsivatagos területek ritka és kiszámíthatatlan esőzéseihez alkalmazkodott halak petéi védettek a kiszáradással szemben, a kiszáradt sárban egy vagy talán több évig is képesek nyugalmi állapotban életben maradni. Az esős időszak rövidsége miatt a türkiz killik élettartama mintegy két és fél hónap (fogságban 12 hetet mértek), ezért egy ideig a legrövidebb ideig élő gerinces fajnak tartották. Az öregedés modellszervezeteként is felhasználják. A faj genomjának szokatlanul magas, 21%-át alkotják tandem ismétlődések, aminek köze lehet az állatok gyors öregedéséhez. A faj egyedeinek teljes hossza a 6,5 cm-t is eléri.